# В'ятчанін Аркадій Аркадійович
Аркадій Аркадійович В'ятчанін (рос. Аркадий Аркадьевич Вятчанин, 4 квітня 1984) — російський плавець, олімпійський медаліст.

## Виступи на Олімпіадах
| Олімпіада  | Дисципліна                      | Місце |
| ---------- | ------------------------------- | ----- |
| Афіни 2004 | плавання на 100 метрів на спині | 9     |
| Афіни 2004 | плавання на 200 метрів на спині | 11    |
| Афіни 2004 | комплексна естафета 4 × 100     | 4     |
| Пекін 2008 | плавання на 100 метрів на спині | 3T    |
| Пекін 2008 | плавання на 200 метрів на спині | 3     |
| Пекін 2008 | комплексна естафета 4 × 100     | 4     |